# Asedio de Megalópolis
El Asedio de Megalópolis fue un sitio que se verificó durante la segunda guerra de los Diádocos. Poliperconte, regente del Reino de Macedonia, cercó la ciudad de Megalópolis, que apoyaba a su contrincante Casandro. El asedio fracasó y esto supuso un baldón para Poliperconte que aprovecharon Casandro y su aliado Antígono.

## Situación
Los generales de Alejandro Magno empezaron a disputarse su herencia nada más fallecer este en el 323 a. C.; la rivalidad pronto se transformó en guerra y cada general trató de apoderarse de una porción del vasto imperio alejandrino. El conflicto se denominó «guerras de los Diádocos» y duró décadas (321-281 a. C.). Al final de la primera, en virtud del Pacto de Triparadiso celebrado en la población homónima, Antípatro fue nombrado regente del imperio y representante de los reyes, Filipo III (medio hermano del difunto Alejandro y deficiente mental) y Alejandro IV (hijo de Alejandro y Roxana). Antípatro falleció en el 319 a. C., pero justo antes de hacerlo nombró a Poliperconte sucesor en el cargo. El hijo de Antípatro, Casandro, disgustado por no haber recibido el puesto, pronto se enemistó con Poliperconte, huyó a Asia Menor y obtuvo el respaldado de Antígono Monóftalmos, el strategos de Asia. También logró notable apoyo en Grecia, de los jefes de las guarniciones macedonias y de los tiranos y oligarcas a los que su padre había entregado el control de las ciudades-Estado griegas. En consecuencia, Poliperconte decidió marchar a Grecia para debilitar al rebelde y someter la región a su autoridad.

## Preludio
Poliperconte se dirigió primeramente contra Atenas y trató de apoderarse de la fortaleza de Muniquia y del puerto de El Pireo. Se lo impidió Nicanor, jefe de la guarnición macedonia, y el propio Casandro, que acababa de llegar a la región con refuerzos venidos de Asia Menor. Frustrado el golpe de mano, Poliperconte se resignó a emprender un asedio largo, que dejó en manos de un subordinado para dirigirse con el grueso de su ejército al Peloponeso. En esta península la mayoría de ciudades habían tomado partido por él, pero no la influyente Megalópolis, que había preferido a Casandro.

## El asedio
Regía por entonces Megalópolis una oligarquía dominada por Damis, un veterano de las campañas de Alejandro. Este no reconocía a Poliperconte como regente y se había coligado con Casandro. Cuando Poliperconte llegó ante la ciudad, organizó sendos campamentos, uno para los macedonios y otro para sus aliados. Hizo construir torres de asedio de madera y que los ingenieros cavaran minas bajo las murallas para hundirlas.
Finalmente tres torres y parte de la muralla se derrumbaron. Poliperconte ordenó el ataque a través de la brecha, pero los defensores pudieron contener a los asaltantes y tras un reñida lucha estos se retiraron, habiendo sufrido grandes pérdidas. Los defensores de la ciudad aprovecharon la noche para erigir una empalizada allí donde se había hundido la muralla y apostaron arqueros y catapultas junto a ella para mantener al enemigo a distancia.
Las bajas del ejército de Poliperconte no dejaban de crecer, por lo que este decidió adoptar medidas extremas: envió a sus elefantes de guerra contra la empalizada. A Damis debieron de desvelarle la decisión del enemigo, pues por la noche hizo colocar estacas de hierro, ganchos y clavos en la empalizada. Al día siguiente, cuando acometieron los elefantes, retiró a sus hombres de la empalizada para que no tuviesen que hacerles frente y defendió el sector con las catapultas y los arqueros desde los flancos. Los elefantes intentaron arrancar los postes de la empalizada con las trompas, pero se hirieron con las piezas de metal que se habían colocado para impedirlo y huyeron. La estampida infligió nuevas bajas a los sitiadores, que se desmoralizaron y perdieron todo interés en proseguir el cerco. En efecto, tras algunas semanas, Poliperconte optó por retirarse y volver a Atenas.

## Consecuencias
El fracaso ante Megalópolis supuso un grave desprestigio a Poliperconte y varias ciudades griegas se pasaron al bando de Casandro. Este tomó la iniciativa junto a Antígono, que venció a la flota enemiga en Bizancio. Finalmente Casandro pudo expulsar a Poliperconte de Macedonia y hacerse con el poder en la parte europea del imperio macedonio. Poliperconte quedó reducido a la posición de rival menor en las disputas entre los diádocos.